# Vladimir Brodnjak
Vladimir Brodnjak (ur. 16 grudnia 1922, zm. 8 marca 1992) – chorwacki językoznawca, dziennikarz, leksykograf i tłumacz.
Sporządził słownik porównawczy Razlikovni rječnik srpskog i hrvatskog jezika (1991).

## Publikacje (wybór)
- Velika Epohina enciklopedija aforizama (współred., 1968)
- Razlikovni rječnik srpskog i hrvatskog jezika (1991)
- Rječnik razlika između hrvatskoga i srpskoga jezika (1992)